# Берёзовка (Новоушицкий район)
Берёзовка (укр. Березівка) — село в Новоушицком районе Хмельницкой области Украины.
Население по переписи 2001 года составляло 749 человек. Почтовый индекс — 32643. Телефонный код — 3847. Занимает площадь 2,952 км². Код КОАТУУ — 6823380701.

## Местный совет
32643, Хмельницкая обл., Новоушицкий р-н, с. Берёзовка